# Un amour de père
Un amour de père est un roman de François Sonkin publié le 5 septembre 1978 aux éditions Gallimard et ayant reçu la même année le prix Femina.

## Éditions
- Un amour de père, éditions Gallimard, 1978,  (ISBN 207026517X).